# 艾斯海提·克里木拜
艾斯海提·克里木拜（1947年11月—），男，哈萨克族，新疆伊宁人，中华人民共和国政治人物。中共第十五屆中央候補委員，十六屆中央候補委員、中央委員（2004年9月十六屆四中全會遞補），十七屆中央委員。

## 生平
艾斯海提·克里木拜1970年毕业于新疆大学汉语专业。大学学历。1970年8月参加工作，1975年加入中国共产党。历任伊宁县一牧场干事、县文教局干事，中共伊犁哈萨克自治州党委组织部干事，中共伊犁地委组织部副部长，伊犁行署副专员，伊犁师范学院党委书记，伊犁哈萨克自治州州长、州委副书记等职。1993年1月，升任新疆维吾尔自治区人民政府副主席，任至1996年4月。1996年2月，出任中共新疆维吾尔自治区党委常委、副书记。2001年10月，连任中共新疆维吾尔自治区党委常委、副书记。2003年1月，当选为新疆维吾尔自治区政协主席。2013年3月，当选第十二届全国人大常委会委员。